# Sun Bear Concerts
Sun Bear Concerts ist eine Albumbox mit Liveaufnahmen des US-amerikanischen Pianisten Keith Jarrett.

## Album

### Aufnahme und Veröffentlichung

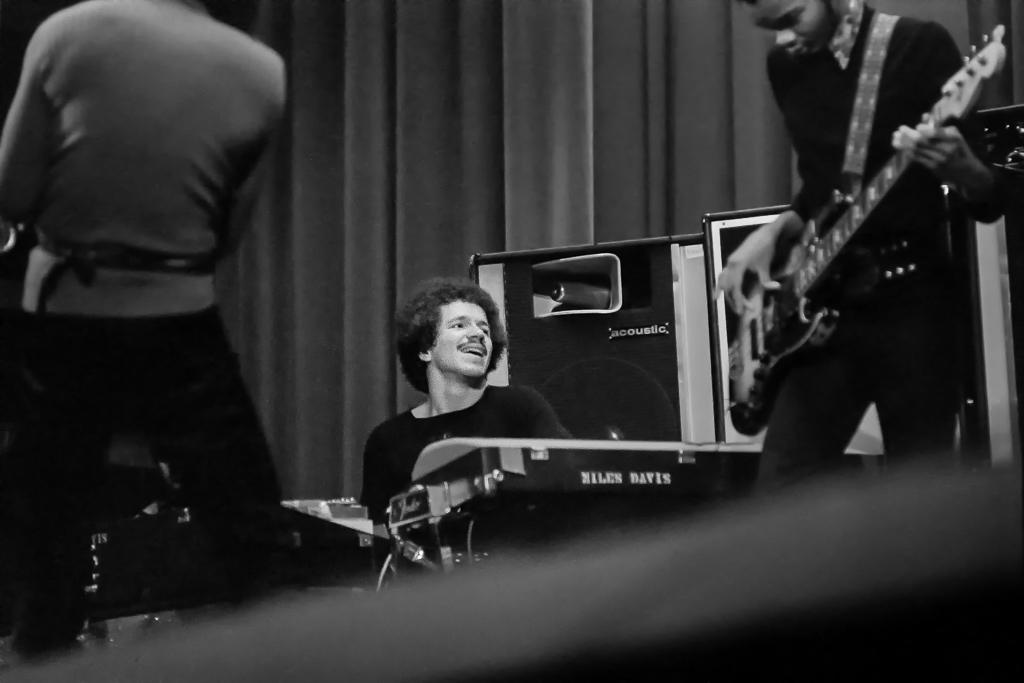
Keith Jarrett (1971)

Das Album enthält Soloimprovisationen Jarretts, die bei Konzerten am 5. November 1976 in Kyoto, am 8. November 1976 in Osaka, am 12. November 1976 in Nagoya, am 14. November 1976 in Tokio und am 18. November 1976 in Sapporo aufgenommen wurden. Nach zwei Tourneen mit seinem „amerikanischen Quartett“ war dies die erste Tournee in Japan, die Jarrett mit Solokonzerten bestritt. Manfred Eicher, der Jarrett ebenso wie dessen Frau Margot begleitete, vereinbarte mit ihm, alle zehn Konzerte zu Studienzwecken aufzunehmen. Jarrett war sich nach den Konzerten dieser Tournee immer unsicher, wie sein Spiel war und musste sich bei seinen beiden Begleitern, die alle Konzerte besucht hatten, rückversichern. Später schlug Eicher vor, fünf der Konzerte zu veröffentlichen, während Jarrett zunächst davon ausging, ein Konzert auszuwählen.
Die Veröffentlichung erfolgte 1978 bei ECM Records als 10-LP-Set und 1989 als 6-CD-Boxset. Das Boxset enthält – wie auch das 10-LP-Set – Zugaben Jarretts aus den Konzerten in Sapporo, Tokio und Nagoya.

### Reaktion auf die Veröffentlichung
Der Umfang der Veröffentlichung – immerhin hatte Manfred Eichers „Firma ECM mit der Zehn-Platten-Box der Sun Bear Concerts ein Produkt herausgebracht, dessen Dimensionen in der Phonobranche bis dahin allenfalls den Werken eines Beethoven oder eines Mozart vorbehalten war“ – löste Ende der 1970er Jahre „in der Fachwelt zunächst kollektives Kopfschütteln“ aus. „Die Branche wollte darin einen ökonomischen Selbstmord sehen, aber die Hörer und Plattenkäufer haben anders entschieden. Längst haben die zehn Schallplatten respektive sechs CDs den historischen Stellenwert erhalten, der diesem Mammutunternehmen … gebührt.“

## Mitwirkende

### Musiker und Instrument
- Keith Jarrett – Piano[6]

### Produktionsstab
- Okihiko Sugano – Aufnahmetechnik
- Shinji Ohtsuka – Aufnahmetechnik
- Barbara Wojirsch – Design
- Manfred Eicher – Produzent[6]

## Titelliste
CD 1
1. Kyoto, November 5, 1976, Part 1 – 43:49
2. Kyoto, November 5, 1976, Part 2 – 34:03

CD 2
1. Osaka, November 8, 1976, Part 1 – 38:53
2. Osaka, November 8, 1976, Part 2 – 31:09

CD 3
1. Nagoya, November 12, 1976, Part 1 – 35:30
2. Nagoya, November 12, 1976, Part 2 – 39:55

CD 4
1. Tokyo, November 14, 1976, Part 1 – 40:19
2. Tokyo, November 14, 1976, Part 2 – 35:21

CD 5
1. Sapporo, November 18, 1976, Part 1 – 40:59
2. Sapporo, November 18, 1976, Part 2 – 33:55

CD 6 (Bonustracks bei Wiederveröffentlichung auf CD)
1. Encores: Sapporo – 10:48
2. Encores: Tokyo – 8:16
3. Encores: Nagoya – 4:02[7]

## Rezeption
Der Review durch Richard S. Ginell bei Allmusic vergibt 4 von 5 Sternen mit der folgenden Beurteilung: „Sun Bear bringt zwar wenig Neues gegenüber seinen früheren Solo-Klavieralben, ist aber ziemlich erfinderisch in Jarretts persönlicher Spielweise.“
Das Magazin Jazzecho schreibt: „Keith Jarretts ‚Sun Bear Concerts‘ sind ohne Zweifel eines der monumentalsten Werke, die je auf einem Tonträger dokumentiert wurden. ... Die improvisatorischen Ressourcen eines Musikers waren noch nie zuvor (und auch nie danach) Gegenstand einer so erschöpfenden Musterung gewesen. ... Noch heute versetzen einen die Beständigkeit seines Einfallsreichtums und die Bandbreite seiner melodischen Phantasie in Erstaunen. Selbst die Passagen mit nachdrücklichen Ostinati, die Jarrett zwischendurch einstreut, um neue Ideen zu schöpfen, haben eine hypnotische Kraft und motivischen Wert. ... Und jedes dieser Konzerte hatte einen unverkennbar eigenen Charakter.“
Der britische Trompeter und Jazzjournalist Ian Carr bemerkt in seiner Biographie über Jarrett, es handele sich um „eine monumentale Aufzeichnung von Jarretts Arbeit in einer entscheidenden Phase seiner Entwicklung.“ Die Konzerte seien sehr unterschiedlich von den Solokonzerten in Köln oder Bremen/Lausanne. „Während der Sun Bear Concerts gibt es erstaunlich wenige tote oder langweilige Stellen, und alle fünf Konzerte wirken zusammenhängend wie eine große Suite.“ Die Konzerte präsentierten ein reiches musikalisches Panorama, und es gebe im Vergleich zu den früheren Alben neue Farben und Rhythmen. Carr wird vom Magazin Jazzecho wie folgt zitiert: „‚Diese Marathone bewiesen, daß Jarrett einer der größten Improvisatoren des Jazz ist. ... Er verfügt offensichtlich über einen unerschöpflichen Fluß rhythmischer und melodischer Ideen, eine der brillantesten pianistischen Techniken überhaupt und die Fähigkeit, komplexe und profunde Gefühle zu artikulieren.‘“
Für Uwe Andresen zeigen die Sun Bear Concerts „in ihrer Gesamtheit ..., zu welch unglaublichen Leistungen“ Keith Jarrett „fähig ist, über welche musikalische Kraft er verfügt. Jedes dieser Konzerte hat Licht- und Schattenseiten, hat Höhepunkte und tiefe Löcher. Nicht Art oder Summe der Höhepunkte sind wichtig; denn sie bleiben – wie im Leben – doch bloß äußerst flüchtige Erlebnisse. Entscheidend ist vielmehr, daß Jarrett die Höhenflüge und Abstürze in jedem Konzert neuerlich vollzieht. Immer sind es neue Höhenflüge, keine Wiederholungen. Und immer sind es neue Abstürze, nicht geplant, aber wohl unvermeidlich. ... Eine Welt ist das schon, die Jarrett hier baut. Und gut leben läßt‘s sich in ihr allemal.“
Und Wolfgang Sandner meint: „Wer bis dahin im Übrigen nicht glauben wollte, dass Keith Jarrett Abend für Abend von neuem sein Spiel aus dem Nichts heraus entwickelt, der konnte in diesen fünf dokumentierten Konzerten Anschauungsunterricht nehmen.“ „Die Sun Bear Concerts sind das Dokument einer schier unerschöpflichen musikalischen Phantasie, die tatsächlich nur eine Terz benötigt, um sich daran zu entzünden und darüber zu meditieren.“